# Куті
Куті́ (рос. Кути) — село у складі Приаргунського округу Забайкальського краю, Росія.

## Населення
Населення — 116 осіб (2010; 159 у 2002).
Національний склад (станом на 2002 рік):
- росіяни — 91 %